# ヨルダン川西岸地区の分離壁

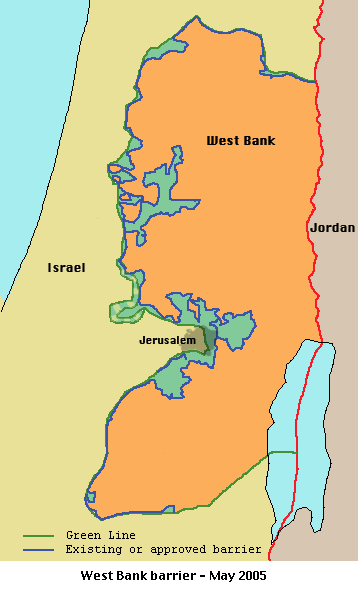
2005年5月時点の分離壁のルート

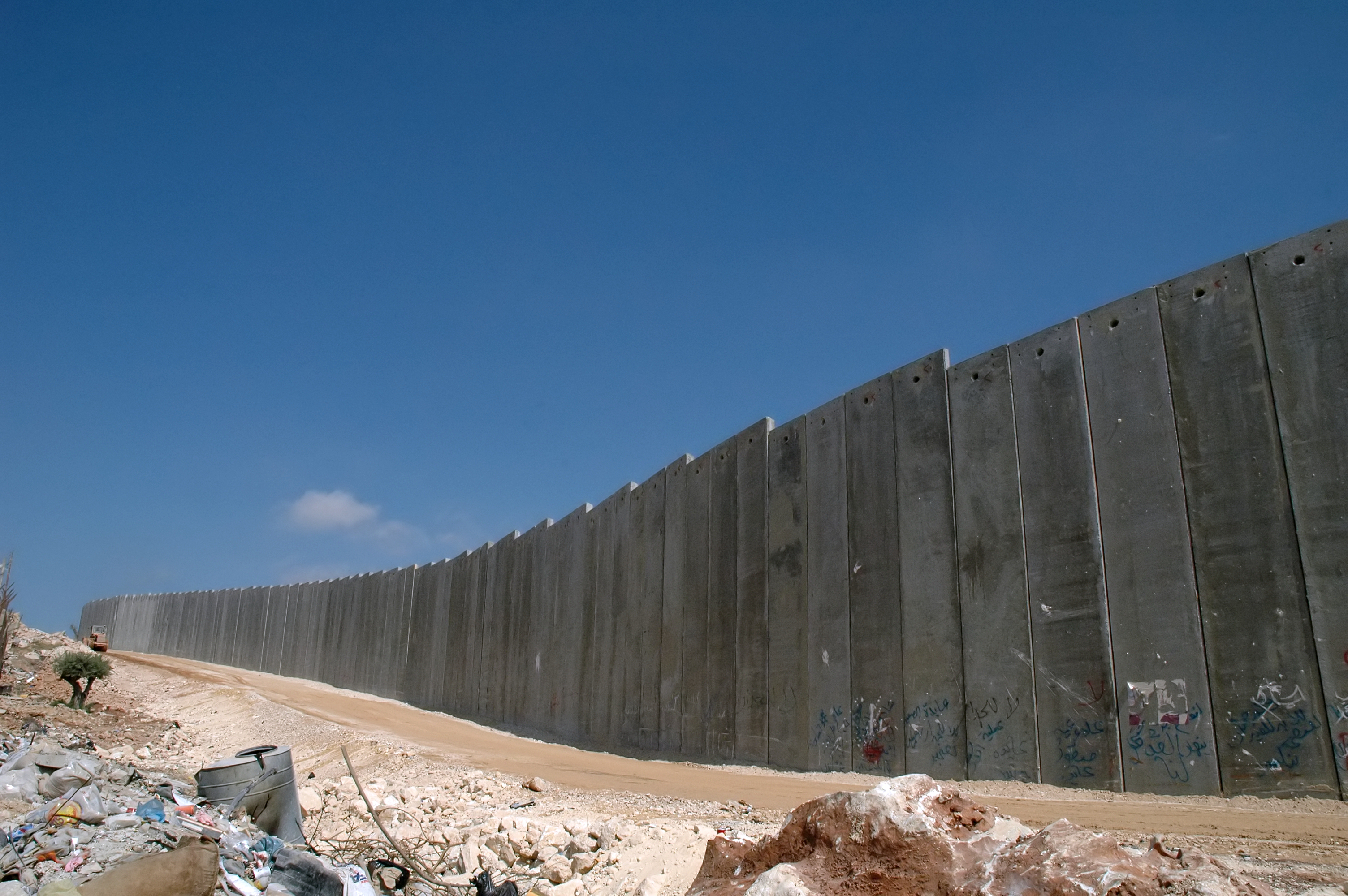
西岸地区に築かれた分離壁

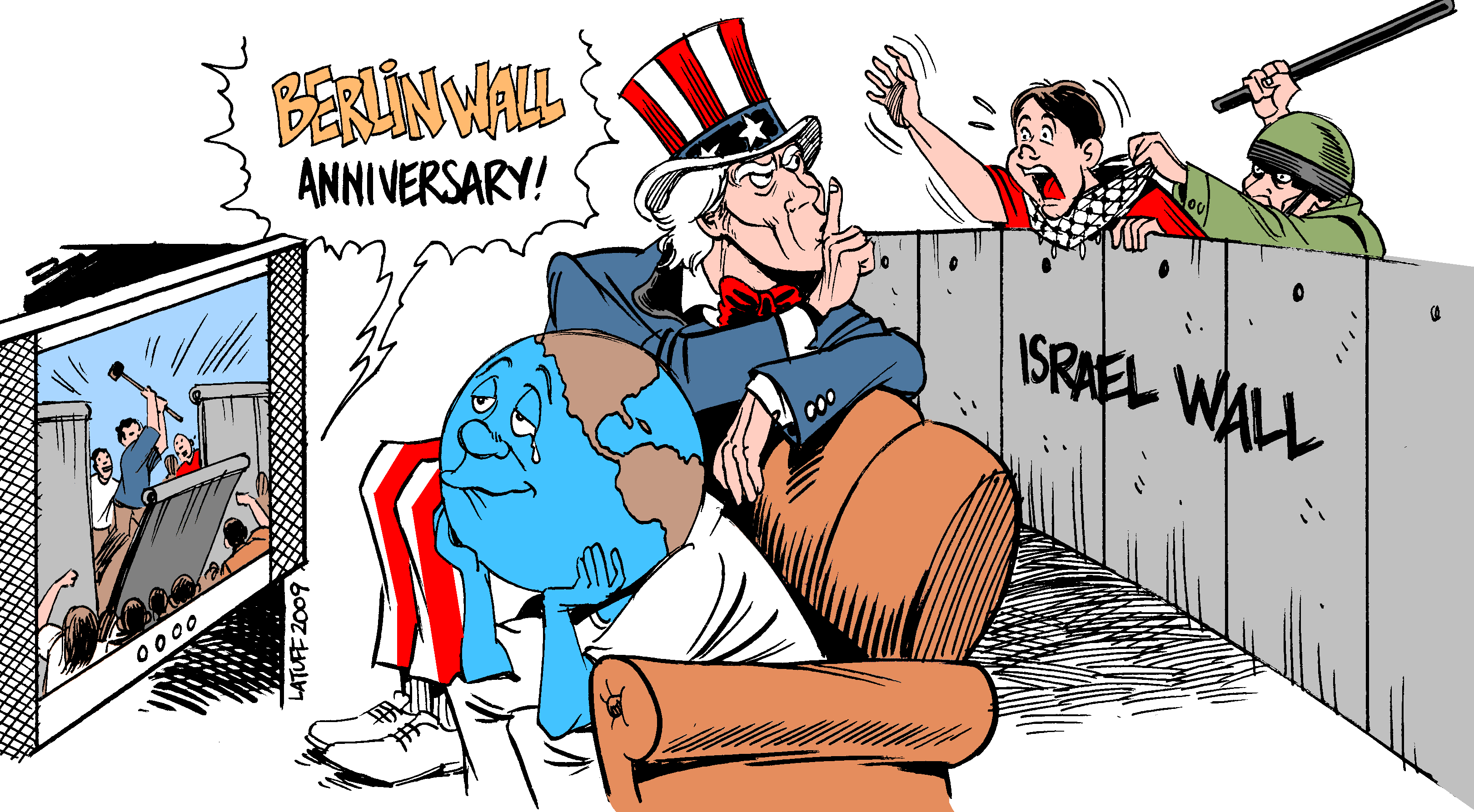
ベルリンの壁崩壊の様子を見ている擬人化された地球とアンクル・サムの後ろにある分離壁で、パレスチナ人がイスラエル兵に取り締まられているという、アメリカ合衆国の偽善を揶揄した内容の風刺漫画。

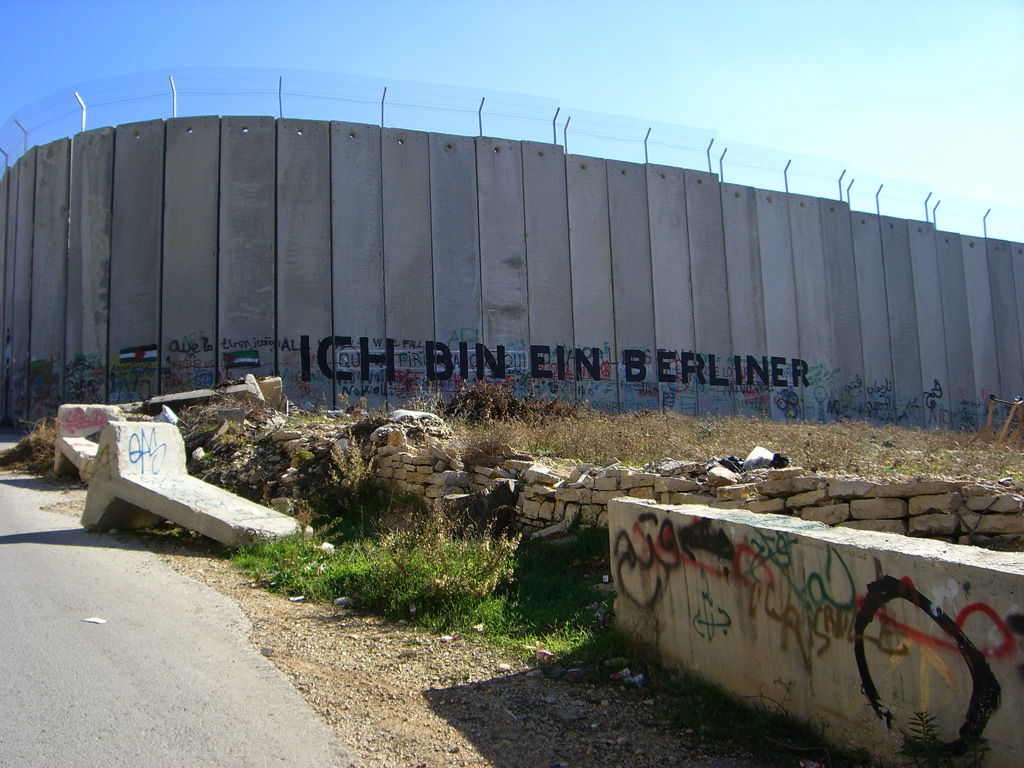
"Ich bin ein Berliner"（私は一人のベルリン市民である）とドイツ語で書かれた壁

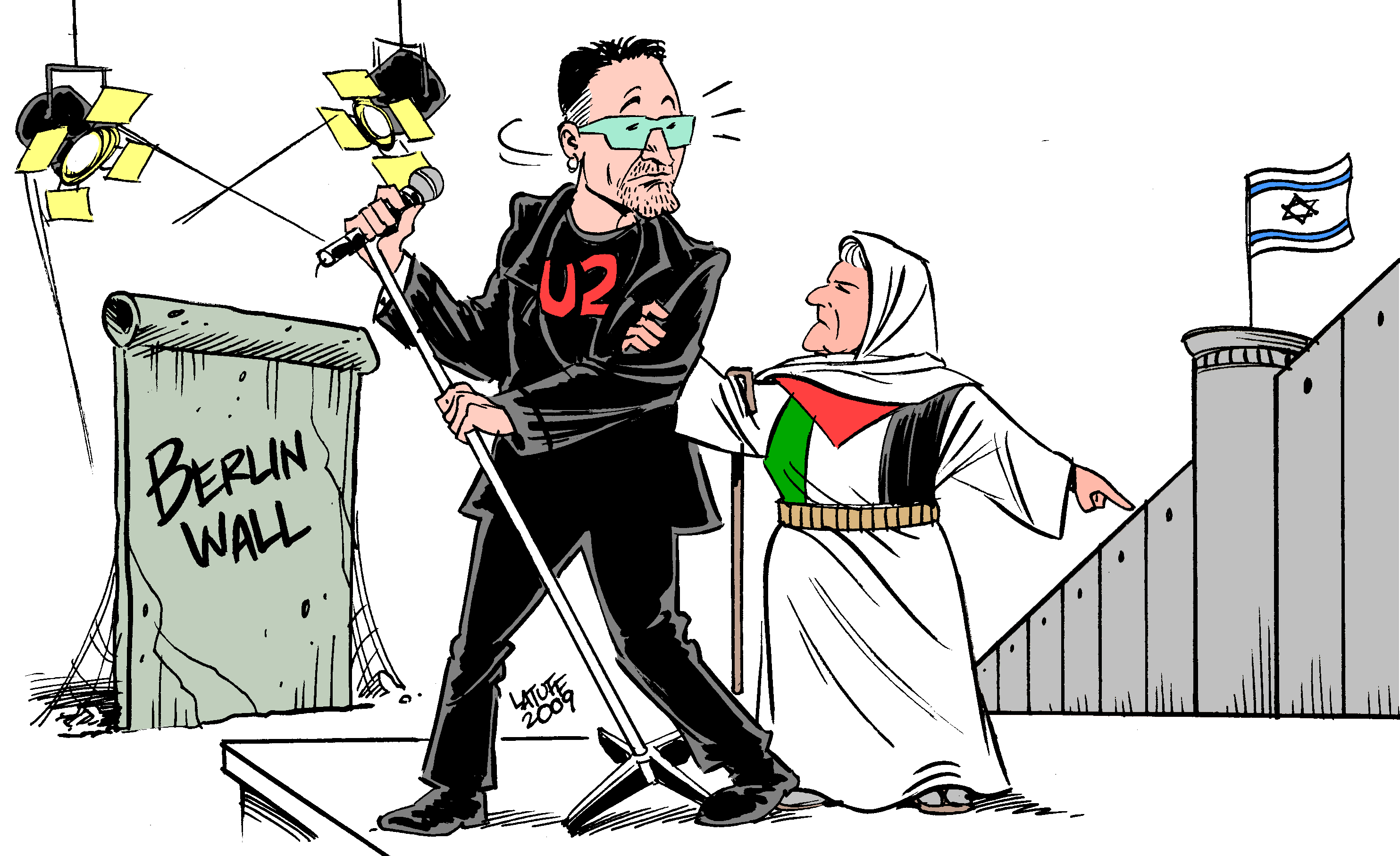
ベルリンの壁崩壊を祝うU2のボノに分離壁の実態を見るよう迫るパレスチナの女性を描いた風刺漫画（カルロス・ラトゥッフ作）

ヨルダン川西岸地区の分離壁（ヨルダンがわせいがんちくのぶんりへき）は、イスラエルがヨルダン川西岸地区との境界のすぐ外側（西岸地区の内側）に建設した、または建設している分離壁である。

## 構造
分離壁は堀、有刺鉄線、電気フェンス、幅60 - 100 mの警備道路で構成される部分と、コンクリート壁で構成される部分がある。2007年時点では、総延長の95％の区間が多重構造のフェンス（3つのフェンスと有刺鉄線、侵入検知システム等から構成）からなっており 、残りの5％未満の区間は高さ8メートルのコンクリート壁を建設している 。
これは、カルキリヤやエルサレムのような都市部においては多重構造のフェンス建設のための用地確保が困難であるからである。さらに1人のオペレーターが承認するとサムソン RCWS機関銃やスパイクミサイルなどを用いて、検知した標的を遠隔操作で攻撃する複数の監視塔も設置されている。
また、2012年の時点では総延長の62.1％である439.7 km が完成し56.6 km（総延長の8％）が建設中、残りの211.7 km （総延長の29.9%）が未着工の計画中区間である。

## 目的
イスラエル政府は分離壁の建設を自爆テロ防止のためと説明している。一方、分離壁のルートはユダヤ人入植地を囲むためにグリーンライン（1949年の第一次中東戦争停戦ライン）より内側に入り込んでおり、ユダヤ人入植地を恒久的な領土とするための既成事実化を目論んでいるとも言われている。さらに、分離壁そのものがパレスチナ人の生活を分断して大きな影響を与えていることから、分離壁の建設は国際的に不当な差別であると非難されており、国際連合総会でも2003年10月に建設に対する非難決議がなされている。国際司法裁判所は2004年7月9日にイスラエル政府の分離壁の建設を国際法に反し、パレスチナ人の民族自決を損なうものとして不当な差別に該当し、違法であるという勧告的意見を出している。国連総会での非難決議もこれを踏まえたものである。　

## 評価
イスラエル政府によれば、分離壁（イスラエル政府は「セキュリティ・フェンス」と呼んでいる）の建設により、パレスチナ人によるイスラエル市民への自爆テロ事件は大幅に減少したとしており、分離壁の建設によりテロ抑止には大きな効果が上がっているとしている。
また、統計上、分離壁の大部分が完成する前後をみると、2002年には47件の自爆テロが発生し238人のイスラエル市民が犠牲となったのに対して、2008年では自爆テロ2件うち犠牲者1名まで減少している。一方で、かつての南アフリカ共和国のアパルトヘイトやナチス・ドイツのゲットーにも喩えられて差別的な政策として非難を浴びている。
2008年12月から多数の侵入者を射殺している自動砲塔は非人道的なAI兵器（軍事用ロボット）の典型として挙げられて国際的に物議を醸している。

## 越境
2023年イスラエル・パレスチナ戦争発生後、イスラエルは同国へのパレスチナ人を、出稼ぎを含めて禁止した。しかし生活のため、壁にはしごをかけてイスラエルに向かうパレスチナ人もいる。

## 壁画
2005年8月、イギリスの芸術家であるバンクシーがこの分離壁を訪れ、9枚の壁画を残していった。彼はこの壁画を製作中にイスラエル兵に何度も銃を向けられたが、それでも彼は絵を全て完成させた。